# إليوت مادوكس
إليوت مادوكس (بالإنجليزية: Elliott Maddox)‏ هو لاعب كرة قاعدة أمريكي، ولد في 21 ديسمبر 1947 في إيست أورانج في الولايات المتحدة.

## وصلات خارجية
- إليوت مادوكس على موقع دوري كرة القاعدة الرئيسي (الإنجليزية)
- إليوت مادوكس على موقعبيزبول رفرنس.كوم (الدوري الرئيسي) (الإنجليزية)
- إليوت مادوكس على موقعبيزبول رفرنس.كوم (الدوري الثانوي) (الإنجليزية)
- إليوت مادوكس على موقع إي إس بي إن.كوم (أم.أل.بي) (الإنجليزية)
- إليوت مادوكس على موقع مشجعي الرسوم البيانية (الإنجليزية)